# Fleur de Lys (Canada)
Fleur de Lys is een plaats en gemeente (town) in de Canadese provincie Newfoundland en Labrador. De gemeente ligt in het noorden van het eiland Newfoundland.

## Geografie
Het dorp Fleur de Lys ligt aan een goed beschermde natuurlijke haven aan de noordelijke tip van het schiereiland Baie Verte. De plaats ligt aan het eindpunt van provinciale route 410, die ook wel bekendstaat als de Dorset Trail. Het dichtstbij gelegen buurdorp is Coachman's Cove op een rijafstand van 13 km.

## Geschiedenis

### Prehistorie
Van circa 1.800 tot 1.200 jaar geleden was de omgeving van het huidige dorp voor de Dorsetcultuur een belangrijke ontginningslocatie voor speksteen. De speksteengroeves van Fleur de Lys zijn sinds 1982 erkend als een National Historic Site of Canada.

### Moderne geschiedenis
Fleur de Lys was reeds in de 17e eeuw een belangrijke Franse vissershaven. Deze maakte deel uit van de Petit Nord, het noordelijke gedeelte van de zogenaamde Franse kust van Newfoundland. Het was ten tijde van de Franse visserij de belangrijkste haven op het schiereiland Baie Verte.
In 1967 werd het dorp een gemeente met de status van local government community. In de jaren 70 veranderde het statuut van de gemeente naar dat van local improvement district (LID). In 1980 werden LID's op basis van The Municipalities Act als bestuursvorm afgeschaft en werd Fleur de Lys daarop automatisch een town.

## Demografie
Demografisch gezien is Fleur de Lys, net zoals de meeste kleine dorpen op Newfoundland, al decennia aan het krimpen. Tussen 1976 en 2021 daalde de bevolkingsomvang van 694 naar 207. Dat komt neer op een daling van 487 inwoners (-70%) in 45 jaar tijd.
| Demografische ontwikkeling van Fleur de Lys tussen 1951 en 2021 |
| --- |
| |
| Bron: 1951–1986, 1991–1996, 2001–2006, 2011–2016, 2021 - De grote groei tussen 1961 en 1966 is te verklaren vanwege de creatie van de gemeente Fleur de Lys, waardoor het grondgebied iets groter werd dan enkel het dorp zelf. De cijfers van 1966 slaan reeds retroactief op het grondgebied ontstaan in 1967. |